# (523777) 2014 YF50
2014 واي أف 50 (ويعرف أيضًا باسم (523777) 2014 واي أف 50 وفق تسمية الكوكب الصغير) (بالإنجليزية: 2014 YF50)‏ هو كويكب ضمن حزام الكويكبات؛ وترتيبه 523777 من حيث الاكتشاف.
اكتُشف هذا الجُرم الفلكي بواسطة مقراب بان ستارز في 2014.

## وصلات خارجية
- (523777) 2014 YF50 في قاعدة بيانات مختبر الدفع النفاث لأجرام النظام الشمسي الصغيرة

- الاكتشاف · مخطط المدار ·  العناصر المدارية · المعلمات المادية

- (523777) 2014 YF50 على موقع ويكي سكاي: DSS2, SDSS, GALEX, IRAS, Hydrogen α, X-Ray, Astrophoto, Sky Map, Articles and images

قالب:الكواكب الصغيرة: 523001–524000